# Ścieszyce
Ścieszyce (biał. Сцешыцы) – agromiasteczko na Białorusi, w obwodzie mińskim, w rejonie wilejskim, w sielsowiecie Ludwinowo.

## Historia
W czasach zaborów wieś w okręgu wiejskim Rogozin, w gminie Krajsk, w powiecie wilejskim, w guberni wileńskiej Imperium Rosyjskiego. W 1866 roku liczyła 161 mieszkańców (73 dusze rewizyjne) w 16 domach. Należała do dóbr Rogozin, własność Kamieńskich.
W latach 1921–1945 wieś leżała w Polsce, w województwie wileńskim, w powiecie wilejskim, w gminie Dołhinów.
Według Powszechnego Spisu Ludności z 1921 roku zamieszkiwały tu 280 osób, 278 było wyznania rzymskokatolickiego a 2 prawosławnego. Jednocześnie wszyscy mieszkańcy zadeklarowali polską przynależność narodową. Było tu 58 budynków mieszkalnych. W 1931 w 61 domach zamieszkiwały 304 osoby.
Wierni należeli do parafii rzymskokatolickiej i prawosławnej w Dołhinowie. Miejscowość podlegała pod Sąd Grodzki w Krzywiczach i Okręgowy w Wilnie; właściwy urząd pocztowy mieścił się w Dołhinowie.
W wyniku napaści ZSRR na Polskę we wrześniu 1939 miejscowość znalazła się pod okupacją sowiecką. 2 listopada została włączona do Białoruskiej SRR. Od czerwca 1941 roku pod okupacją niemiecką. W 1944 miejscowość została ponownie zajęta przez wojska sowieckie i włączona do Białoruskiej SRR.
Od 1991 w składzie niepodległej Białorusi.
Do 2013 w sielsowiecie Ścieszyce.

## Parafia rzymskokatolicka
W 1786 r. w miejscowości Spas leżącej obok Ścieszyc wybudowano kościół pod wezwaniem Przemienienia Pańskiego. Była to filia parafii w Dołhinowie. Świątynia funkcjonowała do 1866 r., kiedy to po stłumieniu powstania styczniowego została zamknięta i przebudowana na prawosławną cerkiew. W 1919 r. budynek zwrócono katolikom. Od tego momentu istniała parafia, która przed II wojną światową liczyła około 2500 wiernych. Podczas II wojny światowej wieś Spas została zniszczona, a jej teren został włączony do Ścieszyc. Budynek kościoła istniał do 1957 roku. Nowy murowany kościół został zbudowany w latach 1993-1996. Parafia wchodzi w skład dekanatu wilejskiego w archidiecezji mińsko-mohylewskiej.